# Hwang Sun-woo
Dans ce nom, le nom de famille précède le nom personnel.
Hwang Sun-woo (en coréen : 황선우), né le 21 mai 2003 à Suwon, est un nageur sud-coréen, lauréat d'un titre mondial en grand bassin et de deux titres mondiaux en petit bassin.

## Biographie
Hwang Sun-woo est porte-drapeau de la délégation sud-coréenne aux Jeux olympiques de Tokyo conjointement avec la volleyeuse Kim Yeon-koung. Lors de ces Jeux, il se classe notamment cinquième du 100 mètres nage libre et septième du 200 mètres nage libre. En finale du 200 mètres, il est un temps en tête de la course avant d'être distancé de la lutte pour le podium dans les 50 derniers mètres.
En décembre 2021, il remporte le titre mondial sur 200 mètres nage libre lors des Championnats du monde en petit bassin à Abou Dabi.
Un an plus tard, il gagne à nouveau le titre mondial sur 200 mètres nage libre lors des Championnats du monde en petit bassin à Melbourne. Son temps de 1 min 39 s 72 constitue un nouveau record d'Asie et il devient le troisième nageur le plus rapide sur cette distance après Paul Biedermann et Yannick Agnel.
Il établit en septembre 2023 un nouveau record de Corée du Sud du 200 mètres nage libre en 1 min 44 s 40 lorsqu'il remporte cette épreuve aux Jeux asiatiques de 2022 de Hangzhou. En février 2024, il remporte le titre mondial en grand bassin sur 200 mètres nage libre et devient le premier Sud-coréen à être médaillé dans trois championnats du monde en grand bassin consécutifs.

## Palmarès

### Championnats du monde

#### En grand bassin
- Championnats du monde 2022 à Budapest (Hongrie) :
  -  Médaille d'argent du 200 m nage libre.
- Championnats du monde 2023 à Fukuoka (Japon) :
  -  Médaille de bronze du 200 m nage libre.
- Championnats du monde 2024 à Doha (Qatar) :
  -  Médaille d'or du 200 m nage libre.
  -  Médaille d'argent du relais 4 × 200 m nage libre.

#### En petit bassin
- Championnats du monde 2021 à Abou Dabi (Émirats arabes unis) :
  -  Médaille d'or du 200 m nage libre.
- Championnats du monde 2022 à Melbourne (Australie) :
  -  Médaille d'or du 200 m nage libre.

### Jeux asiatiques
- Jeux asiatiques de 2022 à Hangzhou (Chine) :
  -  Médaille d'or du 200 m nage libre.
  -  Médaille d'or au titre du relais 4x200 m nage libre.
  -  Médaille d'argent au titre du relais 4x100 m nage libre.
  -  Médaille d'argent au titre du relais 4x100 m quatre nages.
  -  Médaille de bronze du 100 m nage libre.
  -  Médaille de bronze au titre du relais 4x100 m quatre nages mixte.